# جاي دبليو. جونسون
جاي دبليو. جونسون (بالإنجليزية: Jay W. Johnson)‏ هو صحفي وموزع ‏ وسياسي أمريكي، ولد في 30 سبتمبر 1943 في بسيمر في الولايات المتحدة، وتوفي في 17 أكتوبر 2009 في الولايات المتحدة بسبب نوبة قلبية. حزبياً، نشط في الحزب الديمقراطي.

## مناصب
- في انتخابات مجلس النواب الأمريكي 1996 [الإنجليزية]‏، انتخب عضو مجلس النواب الأمريكي عن دائرة Wisconsin's 8th congressional district [الإنجليزية]‏ وقد انضم خلال فترته النيابية [الإنجليزية]‏ (7 يناير 1997 – 3 يناير 1999)  للكتلة البرلمانية الحزب الديمقراطي.
- انتخب عضو  [لغات أخرى]‏.
- انتخب عضو  [لغات أخرى]‏.
- انتخب عضو مجلس النواب الأمريكي (3 يناير 1997 – 3 يناير 1999).